# Mihovec
Mihovec je naselje u slovenskoj Općini Novom Mestu. Mihovec se nalazi u pokrajini Dolenjskoj i statističkoj regiji Jugoistočnoj Sloveniji. 

## Stanovništvo
Prema popisu stanovništva iz 2002. godine naselje je imalo 148 stanovnika.